# George Adams Post

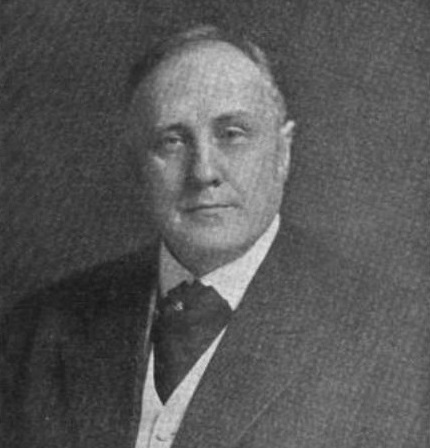
George Adams Post

George Adams Post (* 1. September 1854 in Cuba, Allegany County, New York; † 31. Oktober 1925 in Somerville, New Jersey) war ein US-amerikanischer Politiker. Zwischen 1883 und 1885 vertrat er den Bundesstaat Pennsylvania im US-Repräsentantenhaus.

## Werdegang
George Post besuchte die Oswego Academy und zog danach nach Susquehanna in Pennsylvania. Dort arbeitete er als Sekretär für die Eisenbahngesellschaft Erie Railway. Zwischen Februar 1877 und Februar 1878 war er Bürgermeister seiner neuen Heimatgemeinde. Nach einem anschließenden Jurastudium und seiner 1881 erfolgten Zulassung als Rechtsanwalt begann er in Montrose in diesem Beruf zu arbeiten. Zwischen 1883 und 1889 war er Miteigentümer und Mitherausgeber der Zeitung Montrose Democrat. Politisch wurde er Mitglied der Demokratischen Partei. Im Juli 1884 nahm er als Delegierter an der Democratic National Convention in Chicago teil, auf der Grover Cleveland zum Präsidentschaftskandidaten nominiert wurde; im Jahr darauf fungierte er Vorsitzender des regionalen Parteitages der Demokraten in Pennsylvania.
Bei den Kongresswahlen des Jahres 1882 wurde Post im 15. Wahlbezirk von Pennsylvania in das US-Repräsentantenhaus in Washington, D.C. gewählt, wo er am 4. März 1883 die Nachfolge des Republikaners Cornelius Comegys Jadwin antrat. Bis zum 3. März 1885 konnte er eine Legislaturperiode im Kongress absolvieren.
1889 zog George Post nach New York City, wo er für die Zeitung New York World Artikel verfasste. Seit 1892 stellte er Eisenbahnbedarfsartikel her. Er wurde zunächst Vizepräsident und dann Präsident der Firma Standard Coupler Co. Außerdem war er Gründer und Präsident der Railway Business Association sowie Vorsitzender des Eisenbahnausschusses der US-Handelskammer. George Post starb am 31. Oktober 1925 in Somerville.